# Crim de la fase final
Els crims de la fase final o, en alemany, Endphaseverbrechen són tota una sèrie d'almenys 410 crims nazis perpetrats principalment per la SS, la Wehrmacht, les Joventuts Hitlerianes i la Gestapo, però també per civils quan la desfeta alemanya a la Segona Guerra Mundial semblava ineludible. Van començar a la fi de gener de 1945. La força policial de Heinrich Himmler va reprimir brutalment tots els alemanys que rebutjaven continuar lluitant. A partir de febrer de 1945 els corts marcials de la Wehrmacht i les SS van dictar milers de condemnes a mort contra soldats i civils alemanys. De gener a abril de 1945, la Wehrmacht va condemnar i executar més de 20.000 soldats. El 19 de març de 1945 Adolf Hitler va emetre l'anomenat «manament de Neró» (Nero-Befehl), que ordenava a totes les autoritats militars i civils que deixin enrere només terra cremada en cas de rendició d'Alemanya. No li importava gens el futur dels alemanys, que als seus ulls s'havien demostrat massa febles i, per tant, eren «indignes de viure».
El 14 d'abril de 1945, Heinrich Himmler va enviar un manament a tots els comandants de camps de concentració encara no alliberades.Hi ordenava que «La rendició està fora de qüestió. El camp ha de ser evacuat immediatament. Cap presoner no pot caure viu en mans de l'enemic.»
Aquesta sèrie de crims va continuar fins a les darreres hores abans de la capitulació incondicional de la Wehrmacht el 8 de maig del mateix any.
La categoria de crim de la fase final és una categoria de crim de guerra que troba el seu origen als judicis després del 1945 a Àustria i Alemanya. Les víctimes van ser desenes de milers de presoners dels camps de concentració, forçats, desertors, presoners militars i dissidents alemanys.

## L'estratègia de supervivència dels nazis
Tret d'uns casos de venjança personal, es tractava d'una estratègia de supervivència dels nazis davant la desfeta imminent, decidida al més alt nivell de la jerarquia. El gener del 1945, el Reichsführer Heinrich Himmler i el cap de la Gestapo Heinrich Müller van donar l'ordre als seus subordinats d'eliminar, d'una banda, tots els potencials testimonis dels crims nazis (presoners dels camps i treballadors estrangers) i, de l'altra, tots els oponents i dissidents que podrien desenvolupar un paper dirigent o exercir un poder polític en la reconstrucció del país després de la derrota del nazisme. A banda de les persones, també va decretar-se la destrucció de totes les traces materials dels seus crims, per exemple les cambres de gas d'Auschwitz o els camps de concentració i d'extermini.
Müller va dir: «No farem el mateix error que va fer-se el 1918. No deixarem vius els nostres enemics interiors.» Això marcava l'estratègia de supervivència concebuda per Adolf Hitler: els Aliats haurien de trobar una terra cremada sense infraestructures, a la qual no hi hagués cap demòcrata, comunista, socialista, intel·lectual dissident o sacerdot resistent que poguessin ajudar-los o fer de testimoni contra els nazis.
Els més coneguts crims de la fase final van ser les evacuacions dels camps de concentració durant marxes de la mort cap a enlloc, durant les quals molts presoners van ser assassinat, o força extenuats van morir per deixadesa.

## Uns crims destacats

### Aquisgrà
El 25 de març de 1945, Franz Oppenhoff, nomenat per l'exèrcit americà el 1944 com a batlle de la ciutat, per recomanació del bisbe d'Aquisgrà, va ser assassinat per ordre de Heinrich Himmler per un comando de les SS i de la Luftwaffe que van poder passar el front amb un avió americà capturat.

### Berlín
A final d'abril de 1945 a Berlín, els SS van enforcar a un fanal a la cruïlla del carrer Uhlandstrasse amb la Berliner Strasse un jove de disset anys, que s'havia amagat a un soterrani. Li van posar un cartell «He traït el meu poble».

### Hamburg
A la nit del 21 al 22 d'abril de 1945, a l'escola del Bullenhuser Damm al barri de Rothenburgsort d'Hamburg, l'unterscharführer Johann Frahm (1901 – 1946) i Alfred Trzebinski (1902 – 1946), sota el comandament de l'obersturmführer Arnold Strippel i manats per l'obergruppenführer Oswald Pohl van assassinar vint nens i nenes jueus de cinc a dotze anys, totes víctimes d'experiments pseudo-científics del metge SS Kurt Heissmeyer, els seus quatre curadors (René Quenouille, Gabriel Florence, Anton Hölzel i Dirk Deutekom) així com vint-i-quatre presoners de guerra russos.

### Leipzig
El 12 d'abril: 53 presoners alemanys i estrangers són assassinats a la vora de la ciutat de Leipzig L'endemà, 32 arrestats alemanys, francesos, austríacs i txecoslovacs són assassinats a una caserna de la Wehrmacht. E 18 d'abril: almenys vuita ta presoners del camp de Leipzig-Thekla, una extensió del camp de Buchenwald són cremats vius pels SS, durant la «massacre d'Abtnaundorf».

### Lemgo
El 5 d'abril: Wilhelm Gräfer, burgmestre de Lemgo i membre de la NSDAP, executat després d'un judici sumaríssim per haver temptejat de negociar la rendició de la ciutat amb les forces armades americanes que van alliberar la ciutat al vespre del mateix dia. Tot i ser honorat en els primers anys després de la guerra, amb el temps va palesar que havia implementat sense reserves la ideologia nazi i la crítica contra el seu paper «heroic» va augmentar amb el temps.
Sandbostel
L'abril del 1945, la SS va transferir uns 9500 presoners del Camp de concentració de Neuengamme i les seves dependències cap al camp de Sandbostel al nord de Bremen. Uns 3000 van morir de malaltia, esgotament o actes de violència per part dels guàrdies.

### Schwerin
El 2 de maig del 1945, uns SS de Schwerin van penjar Marianne Grunthal a la plaça Bahnhofsvorplatz perquè s'havia alegrat de la mort d'en Hitler i de la pau imminent.

### Wuppertal
El 28 de febrer de 1945, a una clarina al bosc estatal de Burgholz prop del camp de tir de la policia municipal de Wuppertal, la Gestapo, ajudada per la Kripo de Wuppertal, va afusellar sis dones i 24 homes soviètics, tots forçats, dels quals només es coneix el nom d'una, Helena Matrosova, una ensenyant d'Ucraïna.